# Blah Blah Blah (canción de Itzy)
«Blah Blah Blah» es una canción del grupo surcoreano Itzy, que fue lanzada el 5 de octubre de 2022 por JYP Entertainment y Warner Music Japan. Corresponde a su segundo sencillo japonés, llevando también un lado B titulado «Can't Tie Me Down».

## Antecedentes y lanzamiento
Tras el éxito conseguido por Itzy con su primer Sencillo en CD japonés lanzado en abril de 2022 titulado «Voltage», el 24 de agosto del mismo año se anunció de manera oficial el lanzamiento de su segundo sencillo para la industria japonesa, bajo el título de «Blah Blah Blah». El sencillo cuenta con un lado B titulado «Can't Tie Me Down» y las versiones instrumentales de ambas canciones, ha ser lanzado el 5 de octubre de 2022.
Entre el 23 y el 27 de agosto fueron publicados pósteres promocionales de cada una de las miembros del grupo. Entre el 30 de agosto y el 3 de septiembre se publicó una segunda tanda de fotos conceptuales de las miembros de Itzy.
El lanzamiento será realizado en cuatro versiones distintas, dos de las cuales incluirán un DVD con material audiovisual inédito además del vídeo musical de la pista principal.
El vídeo musical de «Blah Blah Blah» fue lanzado dos semanas antes de la publicación del sencillo en CD, el 20 de septiembre de 2022.

## Lista de canciones
| CD / Descarga digital |                                    |              |                                                     |                                                  |          |  |
| N.º                   | Título                             | Letras       | Música                                              | Arreglo                                          | Duración |  |
| 1.                    | «Blah Blah Blah»                   | Mio Jorakuji | Sim Eunjee, Minyoung Lee (EastWest), Yeul (1by1)    | Sim Eunjee, Minyoung Lee (EastWest), Yeul (1by1) | 3:06     |  |
| 2.                    | «Can't Tie Me Down»                | Yohei        | SELAH, Awry (THE HUB), Ayushy, THE HUB 88 (THE HUB) | SELAH                                            | 3:03     |  |
| 3.                    | «Blah Blah Blah» (Instrumental)    | 3:06         | Sim Eunjee, Minyoung Lee (EastWest), Yeul (1by1)    | Sim Eunjee, Minyoung Lee (EastWest), Yeul (1by1) |          |  |
| 4.                    | «Can't Tie Me Down» (Instrumental) | 3:03         | SELAH, Awry (THE HUB), Ayushy, THE HUB 88 (THE HUB) | SELAH                                            |          |  |
| 12:18                 |                                    |              |                                                     |                                                  |          |  |

## Historial de lanzamiento
| País  | Fecha                | Formato                           | Sello                                 | Ref.  |
| ----- | -------------------- | --------------------------------- | ------------------------------------- | ----- |
| Japón | 5 de octubre de 2022 | CD DVD Descarga digital streaming | JYP Entertainment, Warner Music Japan | [ 3 ] |